# فرودگاه بلوگرس
فرودگاه بلوگرس (به انگلیسی: Blue Grass Airport) یک فرودگاه همگانی بهره‌برداری هوایی با کد یاتا LEX است که یک باند فرود آسفالت دارد و طول باند آن ۲۱۳۵ متر است. این فرودگاه در شهر لکزینگتون، کنتاکی کشور ایالات متحده آمریکا قرار دارد و در ارتفاع ۲۹۸ متری از سطح دریا واقع شده‌است.

## شرکت‌های هواپیمایی و مقصدهای پروازی

### Passenger airlines
| شرکت‌های هواپیمایی | مقصدهای پروازی | Refs  |
| ----------------- | --- | ----- |
| الیجنت ایر        | فورت لادردیل–هالیوود، اورلندو سنفورد، شهرستان شارلوت، سن پترزبورگ-کلیرواتر فصلی: ثرگود مارشال بالتیمور واشینگتن، میرتل بیچ، سوننه/هیلتن حعیا | [ ۱ ] |
| امریکن ایگل       | شارلوت داگلاس، اوهر شیکاگو، دالاس-فورت ورث، فیلادلفیا                                                                                        | [ ۲ ] |
| دلتا ایرلاینز     | هارتسفیلد-جکسون آتلانتا | [ ۳ ] |
| دلتا کانکشن       | هارتسفیلد-جکسون آتلانتا، متروپولیتن شهرستان وین دیترویت، لاگواردیا، مینیاپولیس−سنت پل، ملی رونالد ریگان واشینگتن                             | [ ۳ ] |
| یونایتد اکسپرس    | اوهر شیکاگو، جرج بوش، لیبرتی نیوآرک | [ ۴ ] |